# Doña Mencía
Doña Mencía is een gemeente in de Spaanse provincie Córdoba in de regio Andalusië met een oppervlakte van 15 km². In 2007 telde Doña Mencía 5002 inwoners.

## Demografische ontwikkeling
Bron: INE, 1857-2011: volkstellingen